# Richard Hakluyt
Richard Hakluyt (ur. ok. 1552 w Londynie, zm. 23 listopada 1616 tamże) – angielski geograf i duchowny anglikański, jeden z największych wydawców opisów podróży i odkryć geograficznych, jego dzieło Voiages, Traffiques and Discoueries of the English Nation (Najważniejsze wyprawy żeglarskie, podróże i odkrycia Anglików dokonane kiedykolwiek drogą morską albo lądem do najbardziej odosobnionych i najodleglejszych stron świata w okresie ostatnich 15 stuleci) (1598–1600) zawiera oryginalne relacje z odkryć geograficznych od XI do końca XVI wieku, zebranych po archiwach, bibliotekach lub sporządzonych metodą wywiadu. Podstawowe źródło o angielskiej ekspansji kolonialnej za dynastii Tudorów (1485-1603).
Jest również autorem Divers Voyages Touching the Discoverie of America (1582).